# 帕赖索波利斯
帕赖索波利斯是巴西米纳斯吉拉斯州的一个市镇。总面积331.51平方公里，总人口18734人，人口密度56.5人/平方公里。